# 사마스카이트

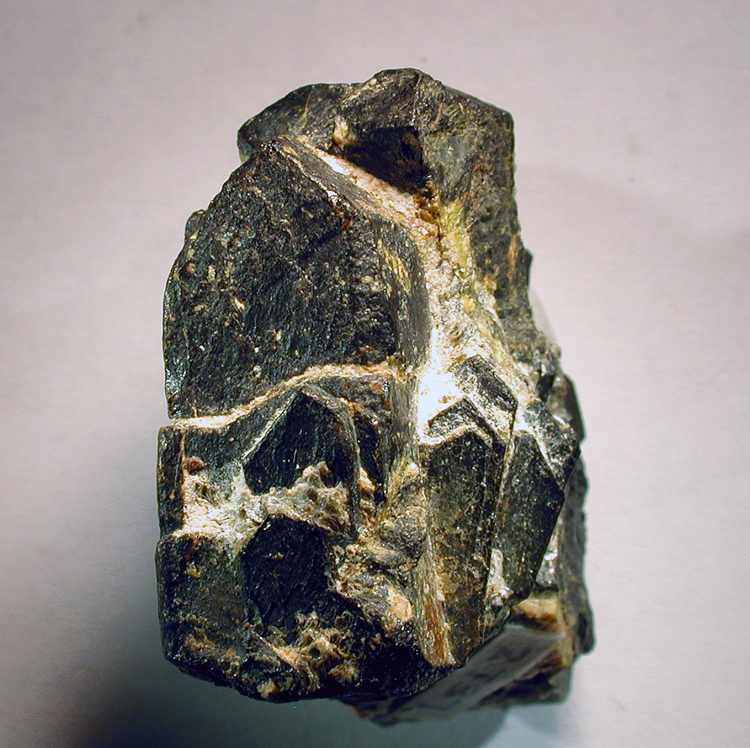
사마스카이트 크리스탈

사마스카이트(samarskite)는 희토류 원소를 포함한 광물로, 사마스카이트-(Y)(samarskite-(Y), 화학식: YFe3+Fe2+U,Th,Ca)2(Nb,Ta)2O8)와 사마스카이트-(Yb)(samarskite-(Yb), 화학식: YbFe3+)2(Nb,Ta)2O8)을 포함한다.사마스카이트-Y의 화학식은 (Y,Fe3+,U)(Nb,Ta)O4 로도 표기된다.

## 역사
사마스카이트는 1847년, 러시아의 우랄산맥 남부 미아스에서 출토된 광물로 처음 기술되었다. 1879년, 사마스카이트에서 처음 분리된 화학 원소인 사마륨은 이 광물의 이름에서 유래했다. 사마스카이트는 러시아의 광산 책임자인 바실리 사마르스키-비호베츠의 이름에서 유래했다.

## 같이 보기
- 광물 목록